# 1524 în literatură
- 1523 în literatură — 1524 în literatură — 1525 în literatură

Anul 1524 în literatură a implicat o serie de evenimente semnificative. 

## Eseuri
- Erasmus din Rotterdam - „De Libero Arbitrio”
- Pietro Bembo (1470-1547) - „Prose della volgar italia”

## Nașteri
- Luís de Camões, poetul național al Portugaliei (d. 1580.
- 23 august : François Hotman, scriitor francez (d. 1590).
- 1 septembrie : Pierre de Ronsard, poet francez (d. 1585).

## Decese
Format:1524